# 高迎祥
高迎祥（—1636年），陝西安塞王家湾乡高川村人，曾以販馬為業，是明朝末年民變首領，自稱闖王，後遭明軍打敗，被捕處死。餘部由其外甥，也稱闖王的李自成率領。

## 生平
高迎祥是李自成的親戚，或稱舅父，高迎祥在明熹宗天啟（1621年－1627年）年間聚眾於甘肅境內起事，號稱「闖王」。
崇禎元年（1628年）高迎祥在安塞起事，轉戰於甘肅、陝西，後轉戰山西、北直隸（今河北）等地，同時起義的有王大樑。當時義軍紛起，不下數百。其中以王嘉胤、王自用等部最強。明廷以洪承疇為三邊總督以圍剿之。
崇禎六年（1633年）冬天，民變隊伍突破明軍包圍，向河南、湖北、四川進軍，後發展為十三家流寇，共七十二營。崇禎六年五月，王自用在河南濟源病死，高迎祥與張獻忠、羅汝才等轉戰於山西、河南、北直隸三省交界地區，消耗很大，逐漸處於困境。
崇禎七年（1634年），明廷以洪承疇為兵部尚書，統一指揮圍剿事宜。
崇禎八年（1635年）一月六日，農民軍陷滎陽。高迎祥與諸將張獻忠、羅汝才、老回回、革裏眼、左金王、改世王、射塌天、橫天王、順天王、混十萬、過天星、九條龍等十三家流寇首領，七十二營大會於滎陽，研議拒敵，李自成提出「分兵定向、四路攻戰」方略。
高迎祥、張獻忠與李自成等攻略東方，同年高迎祥和張獻忠攻佔中都鳳陽，毀皇陵樓殿，焚龍興寺，殺宦官六十多人，樹起「古元真龍皇帝」大纛，用興武年號公告後回師河南，再入陝西。由於鳳陽是明朝太祖朱元璋故里，有朱家祖墳，鳳陽失陷消息傳至北京後，崇禎帝驚惶不已，身著素服，聲淚俱下。
漕運總督尚書楊一鵬被逮下獄。洪承疇以兵部尚書兼總督河南、山西、陝西、四川、湖廣軍務，賜尚方寶劍，分遣賀人龍、左良玉等諸將。
崇禎九年（1636年）自湖廣復出，來到陝西，欲自漢中進攻西安，在朝廷圍攻下意圖實現三國魏延曾提出但被諸葛亮否決的「子午谷奇謀」，從該谷險峻山道出奇制勝取西安，但不料自作聰明在困難山道移動時早被陝西巡撫孫傳庭偵查得知，在出口設埋伏，高軍疲憊翻越蜀道走出時被攻擊全面潰散，高迎祥本人也被俘送往北京凌迟处死，餘部由李自成率領。

## 影視形象

### 電視劇
| 年份   | 地區 | 作品           | 演員   |
| 2005年 | 中國 | 《江山風雨情》 | 劉培清 |

## 爭議
高迎祥有否實現「子午谷奇謀」，明史並沒有相關記載，僅記載孫傳庭於盩啡或稱盩厔（今稱周至縣，位於陝西省關中地區，南依秦嶺，北瀕渭河，西安市下轄的縣）的黑水峪擒後而磔殺之。至於戰爭過程，明史亦只有孫傳庭「設方略」三字，亦未有高軍疲憊翻越蜀道走出的記載。
至於高迎祥走到子午谷的記載，乃出自網路上連載的關於中國明朝歷史小說《明朝那些事兒》，作者為當年明月。明史稱作盩厔的黑水峪與明朝那些事兒提及的子午谷位置接近，但地理上實非同一處地方。